# Vandré
Vandré és un municipi francès situat al departament del Charente Marítim i a la regió de la Nova Aquitània. L'any 2007 tenia 743 habitants.

## Demografia

### Població
El 2007 la població de fet de Vandré era de 743 persones. Hi havia 297 famílies de les quals 89 eren unipersonals (28 homes vivint sols i 61 dones vivint soles), 94 parelles sense fills, 102 parelles amb fills i 12 famílies monoparentals amb fills.
La població ha evolucionat segons el següent gràfic:
Habitants censats

### Habitatges
El 2007 hi havia 371 habitatges, 300 eren l'habitatge principal de la família, 51 eren segones residències i 20 estaven desocupats. 349 eren cases i 19 eren apartaments. Dels 300 habitatges principals, 242 estaven ocupats pels seus propietaris, 56 estaven llogats i ocupats pels llogaters i 2 estaven cedits a títol gratuït; 1 tenia una cambra, 15 en tenien dues, 49 en tenien tres, 86 en tenien quatre i 148 en tenien cinc o més. 231 habitatges disposaven pel capbaix d'una plaça de pàrquing. A 131 habitatges hi havia un automòbil i a 127 n'hi havia dos o més.

### Piràmide de població
La piràmide de població per edats i sexe el 2009 era:
| Homes | Edats   | Dones |
| ----- | ------- | ----- |
| 0     | 95 o +  | 0     |
| 0     | 90 a 94 | 0     |
| 4     | 85 a 89 | 0     |
| 4     | 80 a 84 | 4     |
| 16    | 75 a 79 | 20    |
| 16    | 70 a 74 | 24    |
| 12    | 65 a 69 | 32    |
| 20    | 60 a 64 | 12    |
| 20    | 55 a 59 | 12    |
| 32    | 50 a 54 | 12    |
| 44    | 45 a 49 | 24    |
| 20    | 40 a 44 | 32    |
| 20    | 35 a 39 | 28    |
| 16    | 30 a 34 | 12    |
| 36    | 25 a 29 | 28    |
| 4     | 20 a 24 | 12    |
| 40    | 15 a 19 | 16    |
| 28    | 10 a 14 | 20    |
| 56    | 5 a 9   | 24    |
| 12    | 0 a 4   | 20    |

## Economia
El 2007 la població en edat de treballar era de 482 persones, 334 eren actives i 148 eren inactives. De les 334 persones actives 296 estaven ocupades (175 homes i 121 dones) i 38 estaven aturades (13 homes i 25 dones). De les 148 persones inactives 51 estaven jubilades, 43 estaven estudiant i 54 estaven classificades com a «altres inactius».

### Ingressos
El 2009 a Vandré hi havia 306 unitats fiscals que integraven 754,5 persones, la mediana anual d'ingressos fiscals per persona era de 15.531 €.

### Activitats econòmiques
Dels 18 establiments que hi havia el 2007, 3 eren d'empreses alimentàries, 3 d'empreses de construcció, 1 d'una empresa de comerç i reparació d'automòbils, 1 d'una empresa de transport, 4 d'empreses d'hostatgeria i restauració, 1 d'una empresa immobiliària, 3 d'empreses de serveis i 2 d'empreses classificades com a «altres activitats de serveis».
Dels 5 establiments de servei als particulars que hi havia el 2009, 1 era un paleta, 1 fusteria, 1 lampisteria, 1 restaurant i 1 agència immobiliària.
Dels 3 establiments comercials que hi havia el 2009, 2 eren fleques i 1 una carnisseria.
L'any 2000 a Vandré hi havia 20 explotacions agrícoles que ocupaven un total de 1.020 hectàrees.

## Equipaments sanitaris i escolars
El 2009 hi havia una escola elemental.

## Poblacions més properes
El següent diagrama mostra les poblacions més properes.